# Hanssons Pyrotekniska
Hanssons Pyrotekniska, i folkmun Kruthuset i Landala eller Kruthansons, var en pyroteknisk industri i Norra Guldheden i Göteborg. Sprängämnesrörelsen Göteborgs Dynamit- och Krutaffär startades 1891.

## Historia
Under Oscar II:s tid, firades Oscarsdagen av Göta artilleriregementes fyrverkarexperter med en större eldfest på Exercisheden i Göteborg. Carl Robert Hansson (1863-1945) var en trogen besökare vid dessa tillställningar. Hansson föddes på Lerjeholms slott i Angereds kommun, och blev tidigt faderlös. Han fick då ta hand om försörjningen av sin mor och syskon, och började därför i liten skala att producera pyrotekniska artiklar — alltid av hög kvalitet. År 1888 startade han Hanssons Pyrotekniska AB, och 1893 etablerade han sig i Landalabergen eller Höjderna, som de också kallades. Redan i slutet av 1800-talet blev Hansson kunglig hovleverantör. Sprängämnesrörelsen som blev den ekonomiska ryggraden i hans verksamhet.    
Från början var verksamheten lokaliserad till Kruthusberget vid dammen i Landala Egnahem, där Fyrverkaregatan nu går, men flyttade 1927 till området direkt nordost om Wavrinskys plats vid Egnahemsvägen, där man låg fram till 1935. Fabriken bestod av fyra byggnader; en kontorsbyggnad i trä, lager, ett mindre laboratorium samt ett litet hus där fyrverkerierna laddades. 
Carl Robert Hansson fick 1945 ge namn åt bland annat Raketgatan på Norra Guldheden. Man producerade även för försvarsmakten, exempelvis fallskärmsljus och lysammunition. Vid en explosion i fabrikens laboratorium den 11 augusti 1904, dödades två anställda, och en brand den 9 augusti 1931 i fabriken tog tre brandmäns liv. Vid vägen upp till Frölunda kyrkogård i Sisjöns industriområde etablerades 1934 fyrverkerifabriken Hanssons pyrotekniska, som tidigare legat i Norra Guldheden. År 1942 omsatte man en miljon kronor och hade 150 anställda.
År 1905 gifte sig C.R. Hansson med Landalaflickan Alice Palm, och av deras fyra barn fortsatte yngste sonen Lennart faderns verksamhet efter dennes bortgång 1945, under namnet "Göteborgs Dynamit- & Krutaffär."
År 1959 lanserade man IKAROS raketsignal som revolutionerade marknaden och blev en ny standard för handavfyrade raketer. Produkten lade grunden för Hanssons Pyrotekniska position som världsledande tillverkare av pyroteknisk nödutrustning till sjöss.
Verksamheten köptes 1998 av Nammo (Nordic Ammunition Company).